# Karin Preisendanz
Karin Preisendanz (* 6. Januar 1958 in Heidelberg) ist eine deutsche Indologin.

## Leben
Sie erhielt 1985 den Dr. phil. an der Universität Hamburg und 1995 die Habilitation und die venia legendi in Hamburg. Von 1986 bis 1987 war sie wissenschaftliche Mitarbeiterin bei Albrecht Wezler und von 1987 bis 1990 am Institut für indische Philologie und Kunstgeschichte an der FU Berlin. 
Von 1990 bis 1993 war sie Assistant Professor for Hinduism and Buddhism at the Department of Asian Studies, University of British Columbia. Von 1993 bis 1999 war sie wissenschaftliche Assistentin C 1 am Institut für Kultur und Geschichte Indiens und Tibets in Hamburg. Seit 1999 ist sie Professorin für Indologie an der Universität in Wien.

## Schriften (Auswahl)
- Studien zu Nyāyasūtra III.1 mit dem Nyāyatattvāloka Vācaspati Miśras II. Stuttgart 1994, ISBN 3-515-06460-5.
- als Herausgeberin mit Dietmar Rothermund: Südasien in der „Neuzeit“. Geschichte und Gesellschaft, 1500–2000. Wien 2003, ISBN 3-85371-195-2.
- als Herausgeberin: Expanding and merging horizons. Contributions to South Asian and cross-cultural studies in commemoration of Wilhelm Halbfass. Wien 2007, ISBN 978-3-7001-3792-4.
- als Herausgeberin mit Eli Franco: Beyond Orientalism. The work of Wilhelm Halbfass and its impact on Indian and cross-cultural studies. Delhi 2007, ISBN 81-208-3110-1.